# Zbigniew Boniek
Zbigniew Kazimierz Boniek (IPA: ['zbigɲɛf 'bɔɲɛk]) (Bydgoszcz, 1956. március 3. –) lengyel labdarúgó és edző. Először a Zawisza Bydgoszcz, majd később a Widzew Łódź színeiben játszott. Bonieket Pelé a 125 legnagyobb élő labdarúgó, a FIFA pedig a 100 valaha élt legjobb játékos egyikének nevezte.
Boniek 1982-ben átigazolt az olasz Juventus csapatához. Ugyanebben az évben a Lengyel labdarúgó-válogatott tagjaként bronzérmes lett a spanyolországi világbajnokságon. A Juventusszal 1984-ben megnyerte a Kupagyőztesek Európa-kupáját és az UEFA-szuperkupát, majd 1985-ben az UEFA Bajnokcsapatok Európa-kupáját.
Boniek 80 nemzetközi mérkőzésen képviselte Lengyelországot, s ezalatt 24 gólt lőtt. Miután 1988-ban az AS Románál befejezte professzionális pályafutását, sikeres üzleti karriert futott be.
Játékosként Boniek őrült gyorsaságáról és gyorsulásáról volt híres. Korának egyik legjobb cselezője volt, s ezek során nagyszerű technikákat mutatott be.
A Juventus elnöke Bello di notte néven hívta, aminek jelentése: „az éjszaka szépsége”, az esti mérkőzéseken nyújtott alakítása miatt.
Boniek edzősködött Olaszországban is. 1990-91-ben a Lecce,  1991-92 –ben a Bari, 1992-93-ban a Sambenedettese 1994-96 között pedig az Avellino teljesítményét fokozta.
Később a Lengyel labdarúgó-szövetség elnökhelyettese volt, majd 2002. júliusában a lengyel válogatott szövetségi kapitányaként tevékenykedett, viszont mindössze öt mérkőzés után lemondott posztjáról, melyek közül kettőt megnyertek, egy döntetlennel végződött, kettőt pedig elvesztettek. Utóbbiak közé tartozik a Lettország ellen otthon 0:1-re végződött, Európa-bajnoki selejtező mérkőzés. 2012. október 26-án megválasztották a Lengyel labdarúgó-szövetség elnökének.

## Külső hivatkozások
- Zbigniew Boniek (90minut.pl)
- Egy Bonieknek írt lengyel dal
- Zbigniew Boniek mesterhármasa az 1982-es világbajnokságon a belgák ellen